# Sterne néréis
Sternula nereis
Espèce
Statut de conservation UICN

 VU C1 : Vulnérable

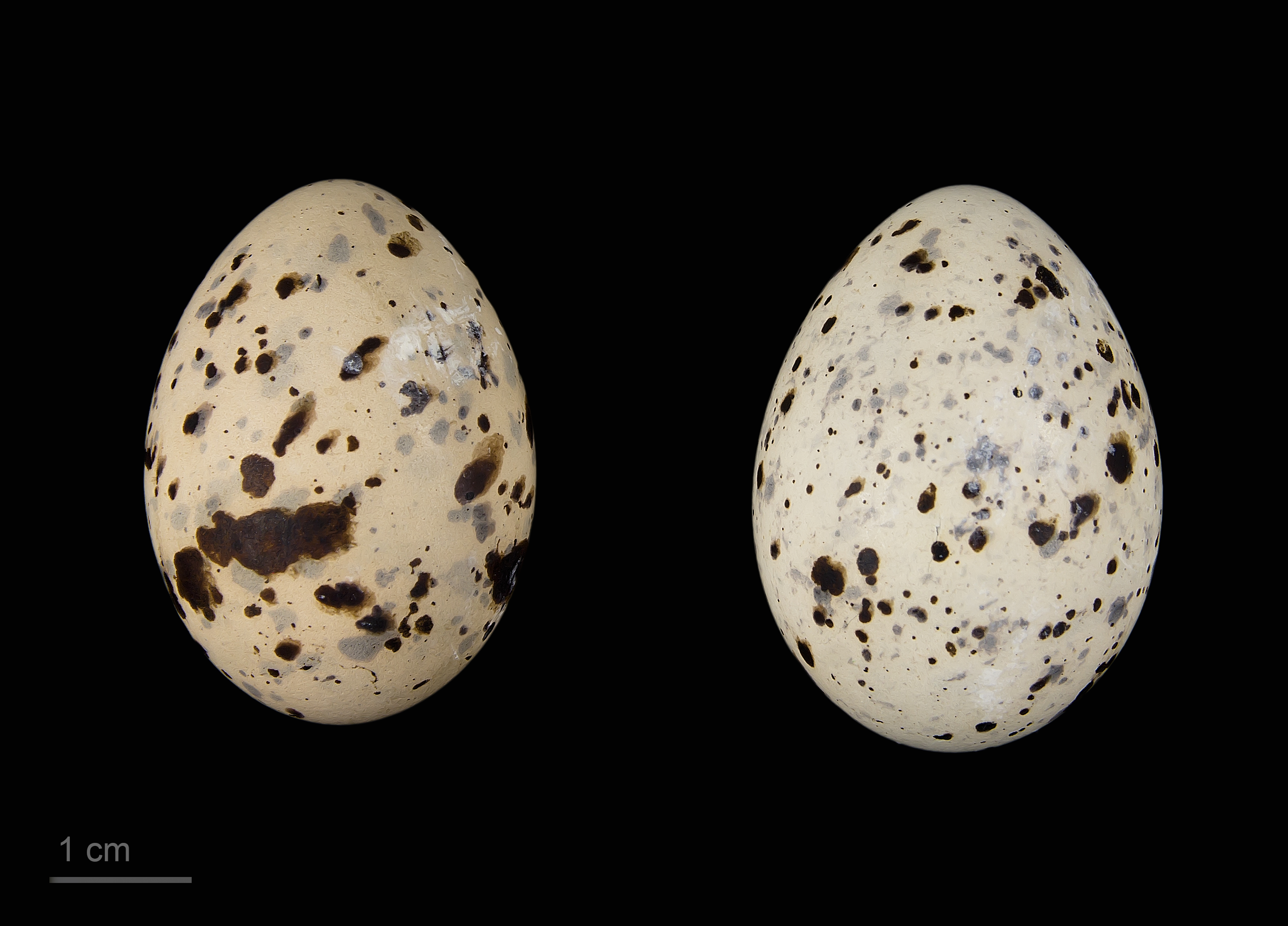
Œufs de Sternula nereis - Muséum de Toulouse

La Sterne néréis (Sternula nereis) est une espèce d'oiseaux appartenant à la famille des Laridae.
La Sterne néréis mesure environ 27 cm. Elle ressemble beaucoup à la Sterne naine (Sternula albifrons) ; elle s'en distingue par le dos, le dessus et le dessous des ailes uniformément gris pâle (absence de rémiges primaires sombres contrastent avec le reste de l'aile), un bec sans pointe noire et une absence d'étroite ligne blanche au-dessus de l'œil. Posée, les ailes de la Sterne néréis dépassent plus nettement de la queue.
La population est en forte baisse, la population en Nouvelle-Calédonie serait d'une centaine d'individus (la sous-espèce Sternula nervis exsul).

## Taxinomie
D'après la classification de référence (version 14.1, 2024) de l'Union internationale des ornithologues, la Sterne néréis possède 3 sous-espèces (ordre philogénique) :
- Sternula nereis exsul Mathews, 1912 — Nouvelle-Calédonie ;
- Sternula nereis davisae Mathews & Iredale, 1913 — nord de l'île du Nord (Nouvelle-Zélande) ;
- Sternula nereis nereis Gould, 1843 — littoral  du sud de l'Australie.